# Побужжя

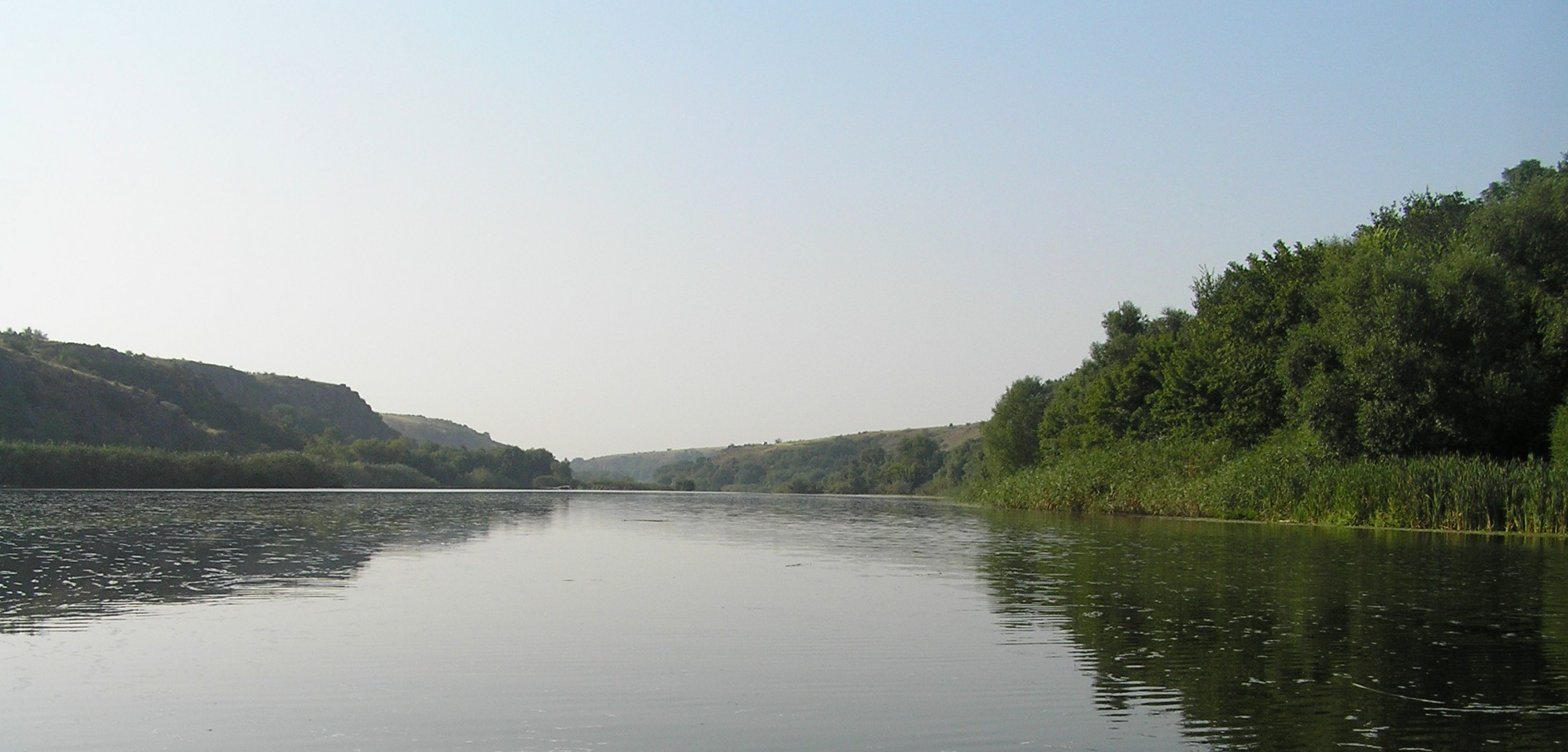
Південний Буг на півночі Миколаївської області

Побужжя (Побожжя, Прибужжя) — українська етнічна територія, розташована вздовж річки Бог (Південний Буг), на території сучасних Вінницької, Кіровоградської, Одеської та Миколаївської областей. Чітких меж території немає. Південно-східні райони Вінницької області розташовані по річці Бог (Південний Буг) мають історичну назву «Брацлавщина» (від міста Брацлав), яка є частиною більшої історичної землі — «Поділля». Нижче Брацлавщини в басейні Богу — Побужжя.

## Історія
Побужжя колись перебувало в центральній частині ареалу Трипільської археологічної культури, пізніше тривалий час було контактною зоною слов'яномовних та іраномовних спільнот, а також інших.
У 8-9 ст. там жило слов'янське плем'я тіверців, що змушене було переселятися через тиск кочового тюркомовного світу на захід. Після 11 ст. там панували кочові племена печенігів, потім половців і пізніше татар. У часи Великого князівства Литовського й Руського, а потім і Речі Посполитої до Побожжя поверталася українська людність. Ця територія була районом формування українського козацтва. На Побужжі було утворено Буго-Ґардівську паланку Запорожжя.